# Jordan Heading
Jordan Timothy Heading (Adelaide, 30 gennaio 1996) è un cestista australiano naturalizzato filippino.